# The Night Sky
The Night Sky – piosenka wykonana przez angielski zespół rockowy Keane. Utwór został zrealizowany jako charytatywny minifest w celach kampanii War Child. Singiel został udostępniony 22 października 2007 w postaci cyfrowej oraz 29 października tego samego roku w wersji fizycznej. Wydano również edycję USB.

## Edycje
CD
1. "The Night Sky"
2. "Under Pressure"
3. "Put It Behind You" (Ffrisco Mix)

Limited 7"
1. "The Night Sky"
2. "Under Pressure"

Wydanie USB
1. "The Night Sky"
2. "Under Pressure"
3. "Put It Behind You" (Ffrisco Mix)

Wydanie cyfrowe
1. "The Night Sky (Radio Edit)"
2. "The Night Sky"
3. "Under Pressure"
4. "Put It Behind You" (Ffrisco Mix)
5. "The Night Sky (Demo)"